# Sober (canción de Tool)
"Sober" es la tercera canción y segundo sencillo del primer álbum de la banda estadounidense de metal progresivo Tool, Undertow. El sencillo salió a la venta en 1993. En el video (dirigido por Fred Stuhr) se utiliza la animación cuadro por cuadro (stop motion).
El guitarrista de la banda, Adam Jones, declaró en una entrevista que la canción trata sobre un amigo de la banda cuya expresión artística sale a la luz cuando está bajo la influencia de alguna sustancia. "Mucha gente le critica por eso ", explica Jones. "Si te vuelves adicto y drogadicto, bueno, es tu culpa"..

## Video musical
El videoclip de "Sober" se grabó en 1993. Se estrenó en mayo de ese mismo año y fue dirigido por Fred Stuhr. Se filmó en stop-motion, con los modelos de los personajes diseñados por Adam Jones. Fue el primero de los videos de Tool en ser realizado en stop-motion; el anterior video promocional de "Hush" fue en acción real. Mientras que en el clip anterior se podía ver a los cuatro miembros de la banda en todo momento, "Sober" solo muestra breves fragmentos de ellos.
El protagonista del video es un pequeño ser humanoide que vive y duerme en una mansión abandonada, en una habitación oxidada, escasamente decorada con una mesa, una silla y una cama sin colchón, con una cortina a modo de manta. Se topa por casualidad con una caja de madera, que abre casi al principio. Su contenido permanece oculto durante la mayor parte del video, pero parece que, sea lo que sea, ha tenido efectos psicoactivos adversos: hay repetidas tomas del humanoide levitando en su silla, con la cabeza y el brazo vibrando violentamente. Mientras experimenta estos efectos, la figura se aventura por su vivienda y sus numerosos pasillos.
El clímax ofrece un aluvión de imágenes y revelaciones: una figura pegada a una pared tras una pantalla translúcida, una especie de centinela empuñando un cañón robótico móvil y una sustancia orgánica fluyendo por una tubería encontrada en la casa. Al final, la caja está vacía, dejando al espectador la tarea de determinar su significado.

## Traducción de la letra al español
Hay una sombra justo detrás de mí

cubriendo cada paso que doy,

Haciendo cada promesa vacía

apuntando cada dedo hacia mí.

Esperando como un mayordomo acechante

quien sobre el dedo descansa.

Mata ahora el llamado camino "debemos"

justo antes de la venida del hijo.

Jesús, ¿no quieres silbar

algo que no sea lo pasado y hecho? ×2

¿Por qué no podemos no estar sobrios?

Sólo quiero comenzar esto de nuevo.

¿Por qué no podemos beber por siempre?

Sólo quiero empezar las cosas de nuevo.

Soy tan sólo un mentiroso inútil.

Soy tan sólo un imbécil.

Tan sólo te complicaré.

Confía en mí y cae también.

Encontraré un centro en ti.

Voy a masticarlo e irme,

Trabajaré para elevarte

Sólo lo suficiente para bajarte.

Madre María, ¿no vas a susurrar

algo que no sea lo pasado y hecho? ×2

¿Por qué no podemos no estar sobrios?

Sólo quiero empezar esto de nuevo.

¿Por qué no podemos beber por siempre?

Sólo quiero recomenzar las cosas, yo ...

Soy tan sólo un mentiroso inútil.

Soy tan sólo un imbécil.

Tan sólo te complicaré.

Confía en mí y cae también.

Encontraré un centro en ti.

Voy a masticarlo e irme...

Confía en mí, confía en mí ...

¿Por qué no podemos no estar sobrios?

Sólo quiero empezar esto de nuevo.

¿Por qué no podemos beber por siempre?

Sólo quiero empezar las cosas de nuevo.

Quiero lo que quiero.